# Jones County, Texas
Jones County är ett administrativt område i delstaten Texas, USA, med 20 202 invånare (2010). Den administrativa huvudorten (county seat) är Anson. 

## Geografi
Enligt United States Census Bureau har countyt en total area på 2 427 km². 2 411 km² av den arean är land och 16 km² är vatten.

### Angränsande countyn
- Haskell County - norr
- Shackelford County - öster
- Callahan County - sydost
- Taylor County - söder
- Fisher County - väster
- Stonewall County - nordväst